# پرل کربس
کربس/پرل خرچنگ (انگلیسی: Pearl Krabs)، یکی از شخصیت‌های مجموعه پویانمایی باب‌اسفنجی است. این شخصیت توسط استیون هیلنبرگ ایجاد شد و گوینده آن لوری آلن است. پرل، دختر آقای خرچنگ است که شخصیتی لجباز، لوس و ولخرج دارد.